# Laviana
Laviana är en kommun i Spanien. Den ligger i den autonoma regionen Asturien i norra delen av landet, 300 km norr om huvudstaden Madrid. Antalet invånare är 12 284 (2024).  Arean är 131 kvadratkilometer. Laviana gränsar till San Martín del Rey Aurelio, Bimenes, Nava, Piloña, Sobrescobio, Aller och Mieres. 